# Деппе, Франк
Франк Деппе (нем. Frank Deppe; род. 23 сентября 1941, Франкфурт-на-Майне) — немецкий политолог, один из лидеров «новых левых» в западнонемецком студенческом движении 1960-х (член Социалистического союза немецких студентов и центрального комитета кампании по демократии и разоружению, основатель в 1967 году Социалистического центра). 
Основными проблемами, затрагиваемыми в его исследованиях являлись: история и политика немецкого и международного рабочего движения, а также политическая социология, профсоюзное движение, международная политэкономия.

## Биография
Учился во Франкфуртском и Марбургском университетах.
С 1965 работал в качестве научного сотрудника. В 1968 году защитил докторскую диссертацию по Луи Огюсту Бланки. Между 1968 и 1971 годами был ассистентом профессора в Институте социологии в Марбургском университете. В 1972 году был принят преподавать на местную кафедру политологии. 
С 1983 по 1989 годы входил в состав Научного совета Института марксистских исследований и исследований. Является членом консультативного совета альтерглобалистской организации АТТАС и совета Фонда Розы Люксембург. Ныне член Левой партии Германии.
В 2006 году стал почётным профессором. 